# Light of the Stable
Light of the Stable es el séptimo álbum de estudio de la cantante estadounidense Emmylou Harris, publicado por la compañía discográfica Warner Bros. Records en noviembre de 1979. El álbum recopila villancicos interpretados por Harris y ha sido reeditado con distintas portadas y discográficas: en 1992, Warner publicó una edición remasterizada del álbum original, mientras que en 2004, Rhino Records editó una versión con tres canciones extra. La canción que da título al álbum, «Light of the Stable», incluyó coros de Neil Young, Dolly Parton y Linda Ronstadt.

## Lista de canciones
Cara A
1. "Christmas Time's A-Coming" (Tex Logan) - 2:51
2. "O Little Town of Bethlehem" (Phillips Brooks/Lewis H. Redner) - 3:40
3. "Away in a Manger" [con Nancy Ahern] (Martin Luther/arr. Jonathan E. Spillman) - 2:37
4. "Angel Eyes (Angel Eyes)" (Rodney Crowell) - 3:18
5. "The First Noel" (Tradicional) - 2:40

Cara B
1. "Beautiful Star of Bethlehem" (Phipps family) - 3:05
2. "Little Drummer Boy" (Katherine Davis/Henry Onorati/Harry Simeone) - 4:02
3. "Golden Cradle" [con Nancy Ahern] (Tradicional/arr. Nancy Ahern) - 2:05
4. "Silent Night" (Josef Mohr/Franz Gruber/arr. Brian Ahern) - 3:33
5. "Light of the Stable" (Steven Rhymer/Elizabeth Rhymer) - 2:29

Reedición de 2004
1. "Christmas Time's A-Comin'" (Tex Logan) - 2:51
2. "O Little Town of Bethlehem" (Phillips Brooks/Lewis H. Redner) - 3:40
3. "Away in a Manger" [con Nancy Ahern] (Martin Luther/arr. Jonathan E. Spillman) - 2:37
4. "Angel Eyes (Angel Eyes)" (Rodney Crowell) - 3:18
5. "The First Noel" (Tradicional) - 2:40
6. "Beautiful Star of Bethlehem" (Arthur L. Phipps) - 3:05
7. "Little Drummer Boy" (Katherine Davis/Henry Onorati/Harry Simeone) - 4:02
8. "There's a Light" (Beth Nielsen Chapman)
9. "Cherry Tree Carol" (Tradicional/arr. Kate McGarrigle/Anna McGarrigle)
10. "Golden Cradle" [con Nancy Ahern] (Tradicional/arr. Nancy Ahern) - 2:05
11. "Silent Night" (Josef Mohr/Franz Gruber/arr. Brian Ahern) - 3:33
12. "Man Is an Island" (Kate McGarrigle/Anna McGarrigle/Jane McGarrigle)
13. "Light of the Stable" (Steven Rhymer/Elizabeth Rhymer) - 2:29

## Posición en listas
| País           | Lista          | Posición |
| -------------- | -------------- | -------- |
| Estados Unidos | Billboard 200  | 102      |
| Estados Unidos | Country Albums | 22       |

| Sencillo              | País           | Lista           | Posición |
| --------------------- | -------------- | --------------- | -------- |
| «Light of the Stable» | Estados Unidos | Country Singles | 99       |